# Respirační epitel

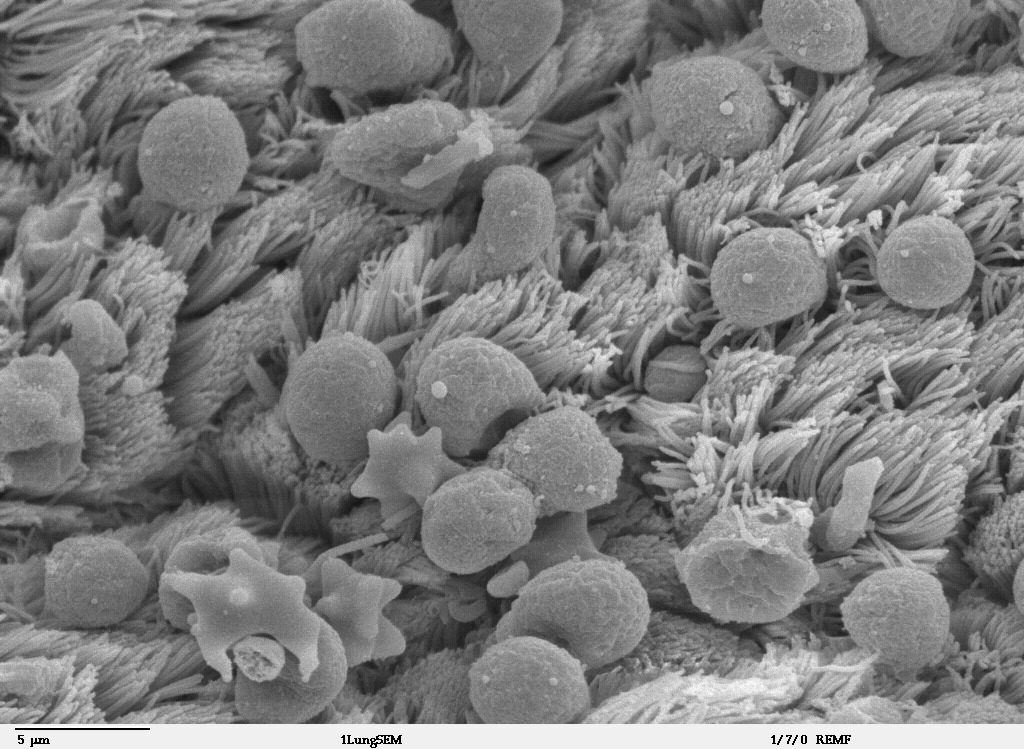
Respirační epitel pod elektronovým rastrovacím mikroskopem

Respirační epitel je buněčná tkáň, která vystýlá plicní alveoly, kde dochází přímo k výměně dýchacích plynů. Tento epitel je jednovrstevný dlaždicový. Často bývá zaměňován s víceřadým cylindrickým epitelem, který pokrývá zbylou, větší část dýchacích cest. Ten pak slouží především na očištění, zvlhčení a ohřívaní vzduchu před tím, než se dostane do plicních sklípků, kde probíhá vlastní výměna plynů mezi vdechovaným vzduchem a krví.

## Typy buněk v epitelu dýchacích cest
Při pohledu pod elektronovým mikroskopem lze v respiračním epitelu rozeznat 5 základních typů buněk: buňky řasinkové, pohárkové, kartáčové, bazální a malé granulární. V různých částech dýchacích cest se však struktura tohoto epitelu mění.

### Řasinkové buňky
Řasinkové buňky jsou vysoké, cylindrické, apikálně mají vyvinutý ciliární aparát. V respiračním epitelu jsou právě tyto buňky nejpočetnější. Jedna řasinková buňka nese obvykle okolo 250  až 300  řasinek. Na laterálních stěnách buněk nacházíme nejen apikální spojovací komplexy, ale i četné nexy. Buňky jsou typické velkým světlým oválným jádrem uloženým dlouhou osou paralelně s dlouhou osou buňky. Nad jádrem řasinkové buňky se nachází poměrně malý Golgiho komplex, málo vyvinuté granulární a agranulární endoplazmatické retikulum a ojedinělé lysozomy. Pod řasinkami buněk můžeme nalézt kromě bazálních tělísek i četné mitochondrie. V pokusných studiích bylo prokázáno, že pro pohyb řasinek buňky je nezbytný adenosintrifosfát (ATP).

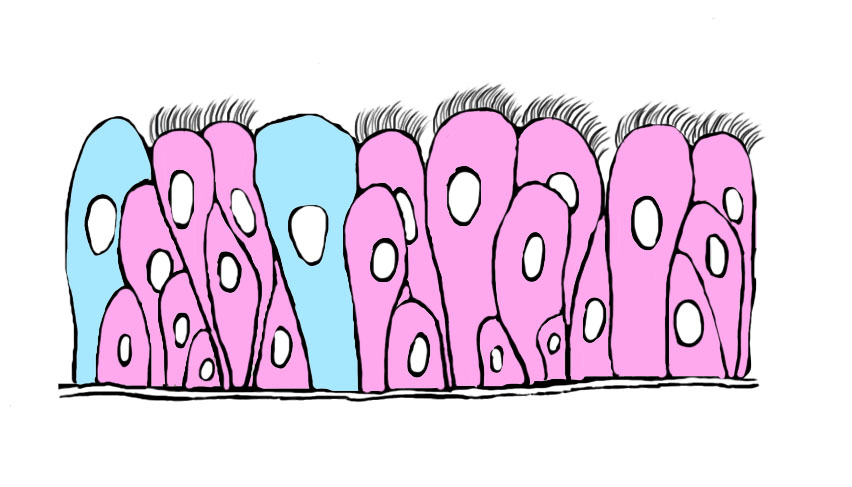
Cylindrický víceřadý epitel s řasinkami (růžově) a pohárkovými buňkami (modře)

### Pohárkové buňky
Pohárkové buňky jsou druhé nejrozšířenější buňky v respiračním epitelu. U člověka představují sekreční elementy v epitelu dýchacích cest až po počáteční úseky bronchiolů. Jsou to typické hlen secernující buňky. Ve fázi, kdy jsou naplněny sekretem, mají jádro uložené bazálně. V okolí jádra se vyskytují četné cisterny granulárního endoplazmatického retikula a malý počet lysozomů. V oblasti nad jádrem nacházíme rozsáhlý Gologiho komplex a četná, velká, světlá, hlenová granula s jemnou fibrogranulární strukturou. Granula vykazují velkou tendenci ke splývaní. V apikální oblasti hlenem naplněných buněk splývající granula vytvářejí rozsáhlé hlenové masy. Granula jsou bohaté především na mukopolysacharidy.
Počet pohárkových buněk je výrazně ovlivněn předcházejícími záněty dýchacích cest a také koncentrací škodlivých a dráždivých látek ve vnějším prostředí. Bylo zjištěno, že u zvířat porozených a chovaných za sterilních podmínek, se v dýchacích cestách vyskytují sekreční buňky serózního typu, které obsahují typická sekreční granula. Teprve po styku s různými škodlivinami, zejména infekcemi, se tyto buňky mění v elementy mucinózní.

### Kartáčové buňky
Kartáčové buňky jsou méně četné cylindrické buňky, na jejichž povrchu můžeme najít množství mikroklků. Tyto buňky mají aferentní nervová zakončení na svém bazálním povrchu, jsou proto považovány za senzorické receptory.

### Bazální buňky
Bazální buňky jsou malé okrouhlé elementy, které leží na bazální membráně a nedosahují luminálního povrchu epitelu. Tyto buňky jsou považovány za zárodečné buňky mitoticky se dělící, z nichž se diferencují ostatní typy, čili buňky řasinkové, nebo pohárkové. Vzhledem k tomu, že u zdravých jedinců, je ve víceřadém cylindrickém epitelu výměna buněk poměrně pomalá, nacházíme tu jen malý počet diferencujících buněčných elementů. Diferenciaci sekrečních elementů signalizuje vývoj granulárního Golgiho komplexu a výskyt jednotlivých drobných sekrečních granul. Známkou počínající diferenciace směrem k řasinkovým buňkám je výskyt prekurzorů bazálních tělísek v různé fázi vývoje. Bazální buňky obsahují velká světlá jádra, která jsou uložená dlouhou osou paralelně s bazální laminou. Jejich cytoplazma je chudá na buněčné organely s výjimkou ribozomů.

### Malé granulární buňky
Malé granulární buňky jsou buňky, které připomínají bazální, s tím rozdílem, že obsahují četná granula o průměru 100 – 300 nm, s temnou dření. Histochemické studie ukázaly, že jde o populaci buněk, difuzního neuroedndokrinního systému. Mohou fungovat jako integrátory mucinózních a serózních sekrečních procesů.

## Samočisticí schopnost epitelů dýchacích cest

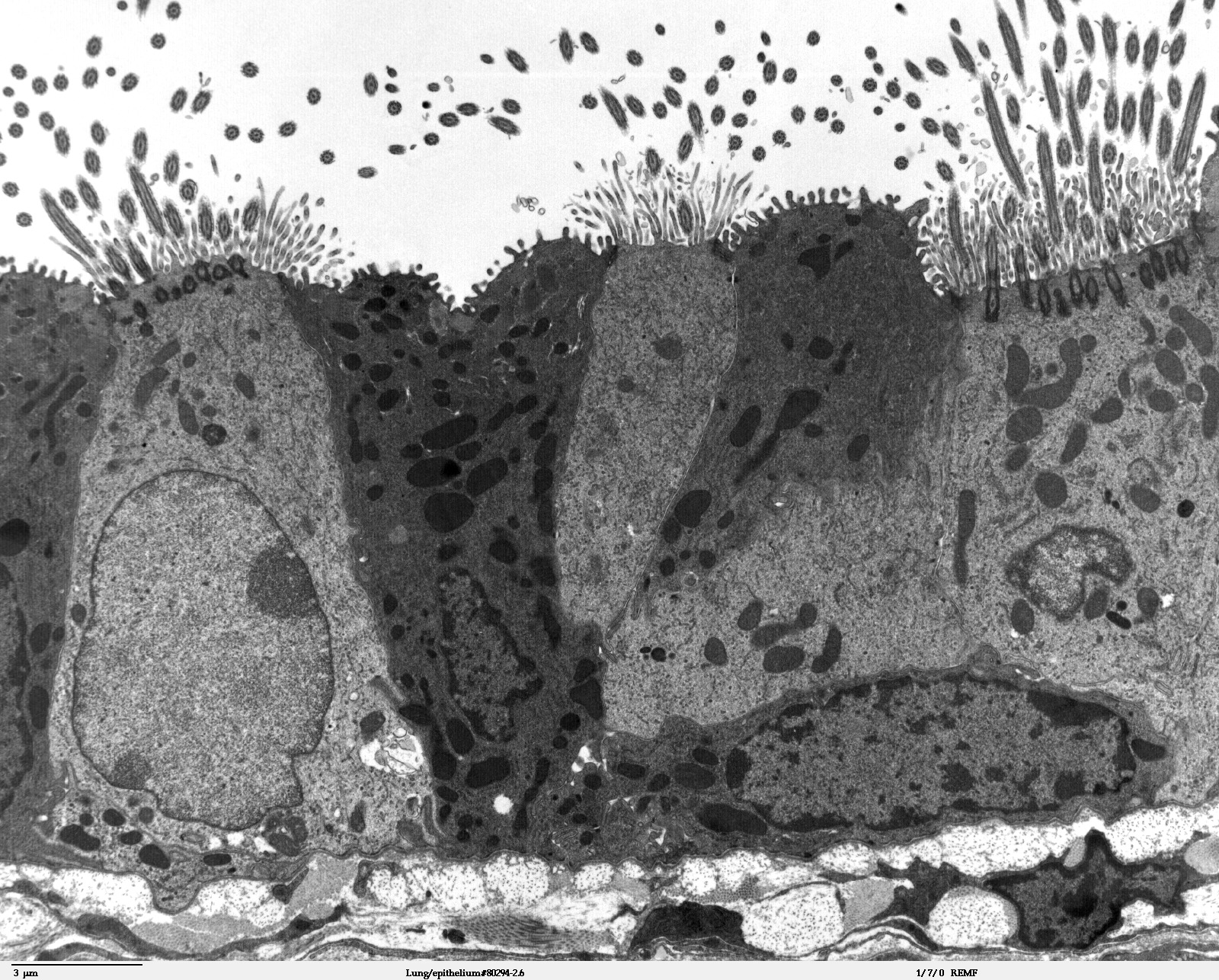
Respirační epitel plícního laloku (myš)

Tato schopnost epitelu je ovlivněna množstvím a charakterem sekretu v dýchacích cestách. Řasinky mají schopnost pohybovat se jenom v řídkém prostředí. Mohou transportovat vrstvu hlenu, která se nejvýše rovná jejich délce (7–10 μm). Když se naruší tok hlenu v dýchacích cestách, pak vlivem neustále probíhající resorpce (vstřebávání) a vypařování dojde k zahuštění vrstvy sekretu mezi řasinkami. Různé částice (včetně bakterií), které jsou zachyceny ve vrstvě hlenu, mohou pak proniknout hluboko mezi řasinky k vlastním buňkám epitelu. To usnadňuje vznik zánětů dýchacích orgánů a také se prodlužuje styk buněk s látkami dráždivými a karcinognními.

## Syndrom nepohyblivých řasinek
Syndrom nepohyblivých řasinek čili Kartagenerův syndrom je chorobný stav, který se projevuje chronickou respirační infekcí. Je způsoben nepohyblivostí řasinek a bičíků. Nepohyblivost způsobuje dynein – protein, umožňující klouzání mikrotubulů, které je nezbytné pro kmitání řasinek.
Syndrom nepohyblivých řasinek je proto také jednou z příčin mužské neplodnosti, protože současně způsobuje nepohyblivost bičíků spermií.